# Rudolf Hoyos
Graf Rudolf Hoyos, ab 1831 Rudolf Hoyos-Sprinzenstein (* 9. November 1821 in Horn in Niederösterreich; † 8. November 1896 auf Schloss Lauterbach in Lauterbach (heute Jastrowiec) im Kreis Bolkenhain in Schlesien) war ein österreichischer Dichter und Kunstsammler.

## Leben

### Familie
Rudolf Hoyos entstammt dem spanischen Adelsgeschlecht Hoyos, das im 16. Jahrhundert von Spanien nach Niederösterreich eingewandert war. Er war das jüngste Kind des Grafen Johann Ernst Hoyos-Sprinzenstein und dessen Ehefrau Therese (* 16. August 1781; † 7. November 1862), die Tochter des Grafen Ludwig von Schlabrendorf (1743–1803), Freier Standesherr zu Münsterberg und Frankenstein in Niederschlesien; er hatte noch sieben Geschwister.
Der Onkel seiner Mutter war der Schriftsteller Gustav Graf von Schlabrendorf.
Er blieb zeit seines Lebens unverheiratet.

### Werdegang und schriftstellerisches Wirken
Rudolf Hoyos trat als Ulanenoffizier in den österreichischen Militärdienst ein, den er 1862 als Rittmeister krankheitsbedingt wieder quittierte.
Er widmete sich einer Kunstsammlung, chemischen Studien, der Gartenkunst sowie sozialpolitischen und philanthropischen Aufgaben, so war er unter anderem Präsident einer österreichischen Versicherungsgesellschaft. Seine Kunstsammlung wurde im April 1897 versteigert.
Er war mit der Pazifistin Bertha von Suttner sowie mit dem Schriftsteller Alexander von Villers befreundet und gehörte zu dessen Kreis der literarischen Freunde; nach dem Tod von Villers gab er 1881 und 1887 die Briefe eines Unbekannten heraus, die als Selbstporträt eingeordnet wurden.
Sein handschriftlicher Nachlass verblieb bei Karl Lanckoroński.

## Mitgliedschaften
Im Mai 1891 war Rudolf Hoyos Mitbegründer des österreichischen Vereins zur Abwehr des Antisemitismus (siehe auch Verein zur Abwehr des Antisemitismus#Der österreichische Verein zur Abwehr des Antisemitismus), der von Mitgliedern des liberalen Wiener Großbürgertums aus der Taufe gehoben worden war. Initiatoren waren unter anderem das Ehepaar Bertha und Arthur Gundaccar von Suttner, der Textil-Industrielle Freiherr Friedrich von Leitenberger (1837–1899) und der Mediziner Hermann Nothnagel. Zu den Unterstützern zählten auch der Psychiater Richard von Krafft-Ebing, der Geologe Eduard Suess, die Schriftsteller Marie von Ebner-Eschenbach, Peter Rosegger und Ludwig Ganghofer, der Kunst- und Wissenschaftsmäzen Graf Edmund Zichy (1811–1894) sowie der Komponist Johann Strauss (Sohn). Neben aufklärender Pressearbeit besorgte der Verein (der allerdings nie mehr als 5000 Mitglieder zählte) kostenlosen Rechtsschutz für diskriminierte Juden, organisierte Protestversammlungen und sammelte Gelder für vor den Pogromen im russischen Kaiserreich geflüchtete Juden. Er war auch am 10. April 1892 an der Gründung des  Vereinsorgans Freies Blatt beteiligt.

## Schriften (Auswahl)
- Alexander von Villers (Autor), Rudolf Hoyos (Hrsg.): Briefe eines Unbekannten.
  - Band 1. Wien 1881 (Digitalisat).
  - Band 2. Wien 1887 (Digitalisat).
- Gedichte. Wien 1887.
- Neue Gedichte. Dresden und Leipzig 1892.